# Пожера, Юозас
Юозас Пожера (лит. Juozas Požėra; 2 декабря 1927, Каунас — 20 декабря 1997, Вильнюс) — литовский и советский писатель, сценарист, журналист, публицист, переводчик. Секретарь правления Союза писателей Литвы (1970—1976). Заслуженный деятель культуры Литовской ССР (1982). Лауреат Государственной премии Литовской ССР (1975).

## Биография
Сын рабочего. Учился в гимназии в Каунасе. Во время Великой Отечественной войны жил в России.
В 1945—1949 годах — артист театра оперы и балета Литовской ССР.
В 1949—1970 годах работал в газетах и журналах Литвы «Tarybų Lietuva», «Kauno diena», «Tiesa», «Literatūra ir menas», «Moksleivis», «Pergalė» . Член КПСС с 1953.
В 1970—1976 годах — редактор Литовской киностудии. Секретарь правления и член президиума Союза писателей Литвы (1970—1976).

## Творчество
Печатается с 1955 (сборник очерков о литовской деревне «Изменилось лицо земли» — «Žemė pakeitė veidą», 1955).
Первые сборники очерков о социалистическом строительстве и коллективизации литовского села. В более поздних очерках и рассказах преобладают впечатления от поездок по российскому Северу и Сибири. Конкретность личного опыта, героизация положительных качеств советского человека характерны для книг путевых очерков Ю. Пожеры «Нет у меня другой печали» («Mano vienintelis rūpestis», 1967, рус. пер. 1970), «Северные эскизы» («Šiaurės eskizai», 1969), «Северные дороги» («Šiaurės keliai», 1974; Госпремия Литовской ССР, 1975).
Интерес к злободневным общественным вопросам и очерковая манера отличают его сборники рассказов «Мне чудятся кони» («Man vaidenasi arkliai», 1967, рус. пер. 1974), роман «Мой суд» («Mano teismas», 1968, рус. пер. 1972), повесть «Золото» («Auksas», 1971).
Наиболее известные произведения Ю. Пожеры «Рыбы не знают своих детей» и «Не гневом — добротой живы». В первом романе поднимается проблема психологической контактности человека, очутившегося лицом к лицу с Природой. Два литовца в глубокой тайге. Один — новичок, поначалу поражённый величием природы, другой — бывалый таёжник. Ситуации, в которых оказываются герои, выявляют их нравственные принципы, душевную силу, социальные воззрения. В основе второго — литовская деревня в послевоенные годы. Его сюжет — судьба двух братьев. Для одного главная цель выжить любой ценой, для другого — выполнить свой человеческий и гражданский долг.
Автор сценария кинофильма «Чужие» (1961).
Книги Пожеры печатались в 1989 в Библиотеке «Дружбы народов». Работы прозаика переведены на русский, латышский, болгарский, польский, немецкий и другие языки.

## Награды
- премия Союза журналистов ЛитССР им. Капсукаса (1968)
- Государственная премия Литовской ССР (1975)
- заслуженный деятель культуры Литовской ССР (1982)